# Lake Tansi
Lake Tansi es un lugar designado por el censo ubicado en el condado de Cumberland en el estado estadounidense de Tennessee. En el Censo de 2010 tenía una población de 3.803 habitantes y una densidad poblacional de 157,94 personas por km².

## Geografía
Lake Tansi se encuentra ubicado en las coordenadas 35°52′13″N 85°3′38″O / 35.87028, -85.06056. Según la Oficina del Censo de los Estados Unidos, Lake Tansi tiene una superficie total de 24.08 km², de la cual 22.03 km² corresponden a tierra firme y (8.5%) 2.05 km² es agua.

## Demografía
Según el censo de 2010, había 3.803 personas residiendo en Lake Tansi. La densidad de población era de 157,94 hab./km². De los 3.803 habitantes, Lake Tansi estaba compuesto por el 98.13% blancos, el 0.29% eran afroamericanos, el 0.37% eran amerindios, el 0.13% eran asiáticos, el 0% eran isleños del Pacífico, el 0.18% eran de otras razas y el 0.89% pertenecían a dos o más razas. Del total de la población el 1.05% eran hispanos o latinos de cualquier raza.